# Team Rynkeby

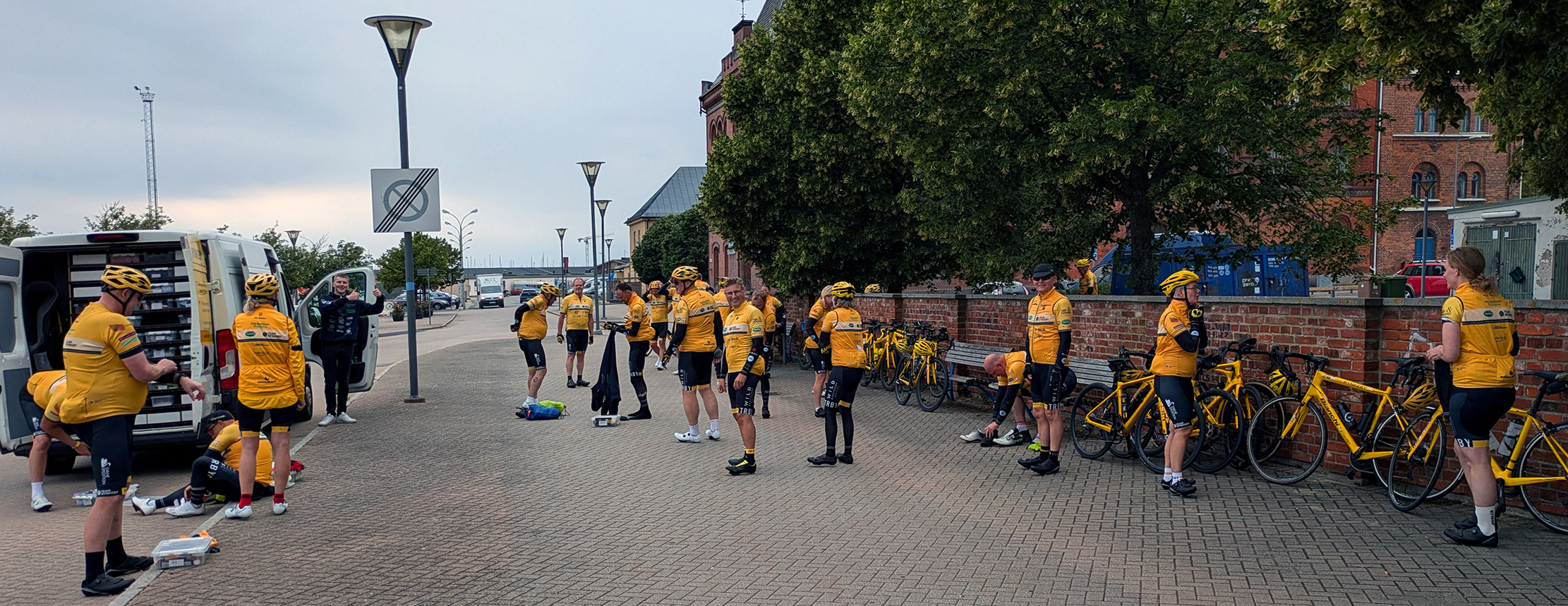
Team Rynkebys lag från Bornholm förbereder sig i Ystad 5 juli 2025 för färd till Trelleborg och vidare till Paris.

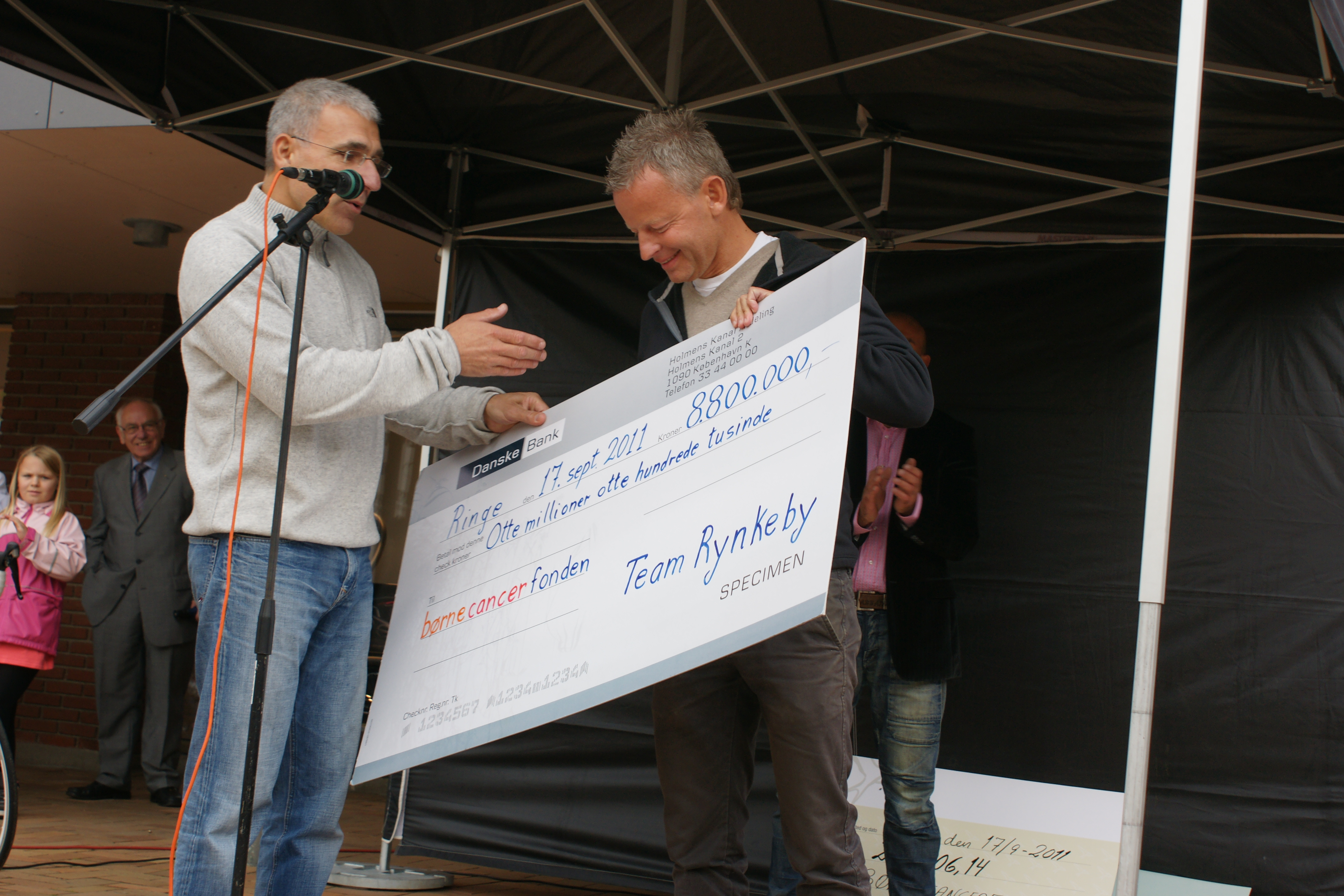
Team Rynkeby överlämnande 2011 8,8 miljoner kr till Barncancerfonden.

Team Rynkeby är ett välgörenhetscykellag som cyklar till Paris varje år för att samla in pengar till barn med cancer. Cykellaget grundades av anställda på det danska juiceföretaget Rynkeby Foods vintern 2001. 
Sommaren 2002 var det första Team Rynkeby-laget klart, som då bestod av 11 cyklister och en mekaniker. Team Rynkebys första resa drog in 38 000 kronor, som donerades till barncanceravdelningen på Odense Universitetssjukhus.Deltagarna är både män och kvinnor, i alla åldrar och med olika yrken, utbildningar och bakgrunder.

## Bakgrund
Iden om att cykla till Paris kom vintern 2001 av en anställd på Rynkeby Foods, Knud Vilstrup, han hade blivit sjuk och ville göra något för att bli frisk. Han nämnde sin ide under en julfrukost på företaget till Rynkebys tekniska chef, Torben Møller-Larsen, om det inte kunde vara ett spännande projekt att cykla ner och se Tour de France på Champs-Élysées, och om företaget kunde sponsra med juice till resan.
Knud Vilstrup fick sponsrad juice till resan, 50 000 kronor för att starta projektet och ett krav på att minst 10 personer skulle delta i resan. Teamet bildades våren 2002 under namnet Team Rynkeby, och med 11 cyklister, en mekaniker och en minibuss var de redo att köra den drygt 1 200 km långa resan från Ringe till Paris. 
År 2011 kom Sverige med, och år 2021 hade Team Rynkeby växt till 2 400 cyklister fördelade på 59 lag från Danmark, Sverige, Finland, Norge, Färöarna, Island, Tyskland, Schweiz och Europa, som det året donerade 72 439 122 DDK.
År 2015 donerades över 48 miljoner kronor från jordbruksföretag i sex länder, varav 32,8 miljoner kronor donerades till Barncancerfonden. 
Med donationen år 2024 nådde Team Rynkeby totalt 100 000 000 euro, donerade till barn med allvarliga sjukdomar i Europa.